# 笑福亭笑利
笑福亭 笑利（しょうふくてい しょうり、1983年10月1日 - ）は、上方落語協会に所属する落語家。笑福亭鶴笑門下。本名は米津 卓。

## 経歴
- 2003年、NSC大阪校 26期生。
- 2014年、笑福亭鶴笑に弟子入り。

## 人物
2020年1月22日～7月26日まで大阪府立上方演芸資料館で催された企画展示「芸人さんは多才だ!」で、紙切りが展示された。
2022年2月19日、天満天神繁昌亭で開催された「落語とビジュアルアートのアニュアーレ」にて、落語部門の初代最優秀賞（三題噺王）を受賞。

## 受賞歴
- 2022年2月　落語とビジュアルアートのアニュアーレ 落語部門 最優秀賞（三題噺王）
- 2024年6月　第10回上方落語若手噺家グランプリ 優勝[3]